# Culex guerreroi
Culex guerreroi är en tvåvingeart som beskrevs av Cova Garcia och Sutil 1971. Culex guerreroi ingår i släktet Culex och familjen stickmyggor.
Artens utbredningsområde är Venezuela. Inga underarter finns listade i Catalogue of Life.